# 埃貢·席勒
埃貢·席勒（德語：Egon Schiele，德語發音：[ˈeːɡɔn ˈʃiːlə] ⓘ；1890年6月12日—1918年10月31日）是奧地利畫家，師承古斯塔夫·克林姆特，是20世紀初期重要的表現主義畫家，席勒的作品特色是表現力強烈，描繪扭曲的人物和肢體，且主題多是自畫像。其畫作多收藏於利奧波德博物館。

## 生平

### 教育
埃貢·席勒生於奧地利圖倫，他的父親，阿道夫·席勒是任職於奧地利國家鐵路局的火車站站長。他的母親，瑪莉·席勒，則是來自波希米亞的捷克克魯姆洛夫。在小時候，席勒曾去由克洛斯特新堡修道院所開設的學校，當時他的美術老師：K.L. 史特勞區就已發現他的藝術天份，並支持他朝藝術界繼續發展。
席勒15歲時，父親死於梅毒，他的舅舅奧爾（Leopold Czihaczec）成為他的監護人；奧爾對席勒不願接受高等教育感到難過，但他也認同席勒對藝術的熱情的天賦。1906年，席勒向克林姆也曾讀過的維也納藝術工商學校（Kunstgewerbeschule in Vienna）提出入學申請並通過。他在那裡就讀不到一年，就由學校的多位教職員推薦到維也納美術學院就學，學習油畫和素描。但新學校的保守風氣使他感到挫折。紀錄顯示1907年時，希特勒被這間學校拒絕，因此曾有謠言指出希特勒和席勒彼此認識。

### 向克林姆特學習；首次展覽
1907年，席勒向克林姆特尋求指導。克林姆特一向樂於提攜後輩，他對才華洋溢的席勒更有高度的興趣。他購買席勒的畫作，或是用自己的作品和席勒交換，還幫席勒安排模特兒，為席勒引介買主。他還帶席勒加入維也納工坊（Wiener Werkstätte）－一個與維也納分離派有關的藝術家團體。1908年，席勒在克洛斯特新堡舉辦了第一場展覽。1909年，在完成第三年的學業後，席勒離開學校，並與其他對學校不滿意的學生創辦名叫「Neukunstgruppe」（新藝術組織）的團體。

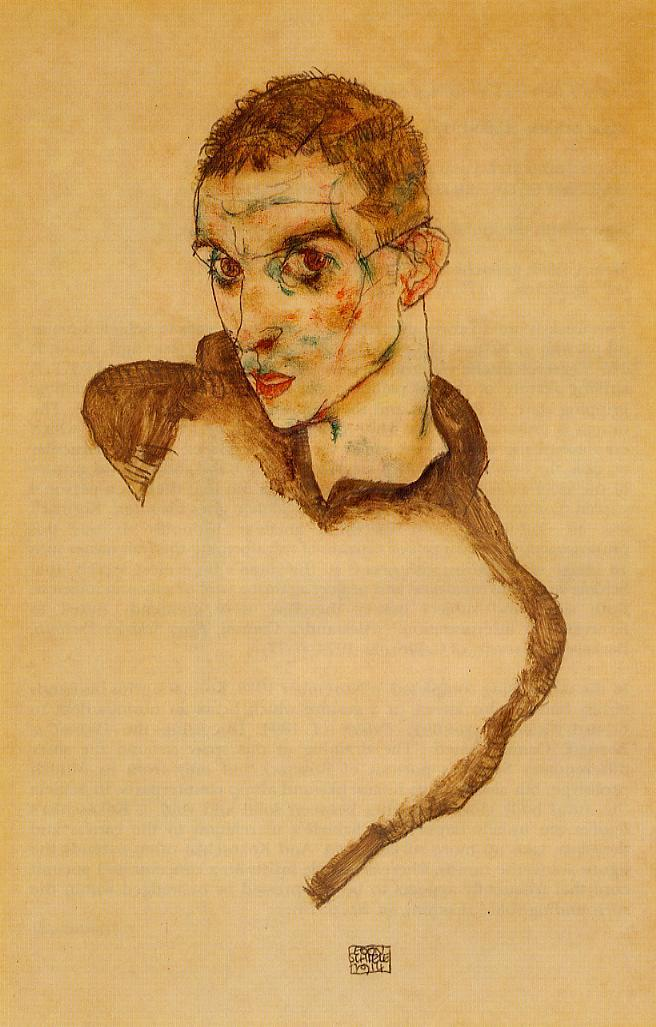
《自畫像》，1914年

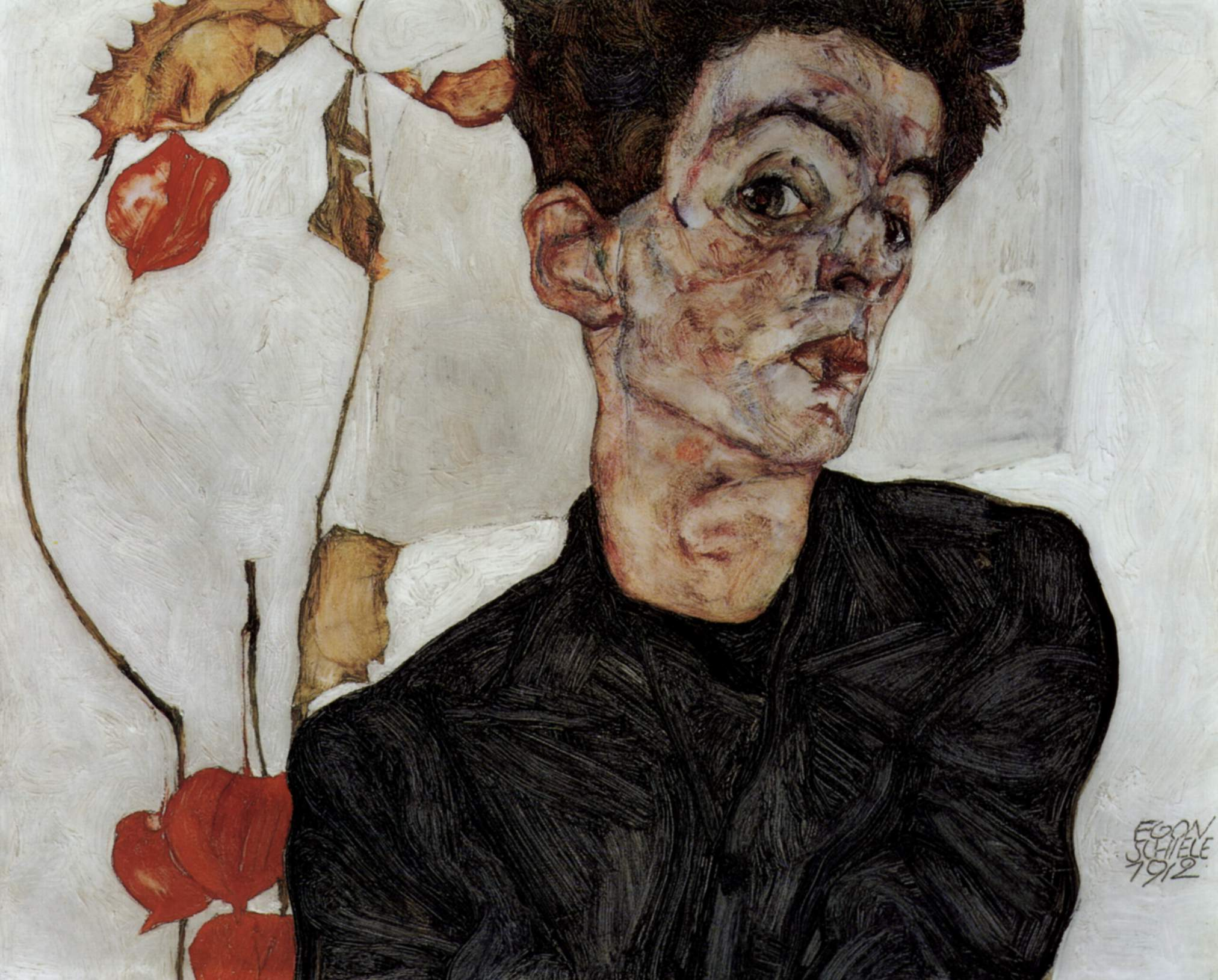
埃貢·席勒，自畫像，1912年

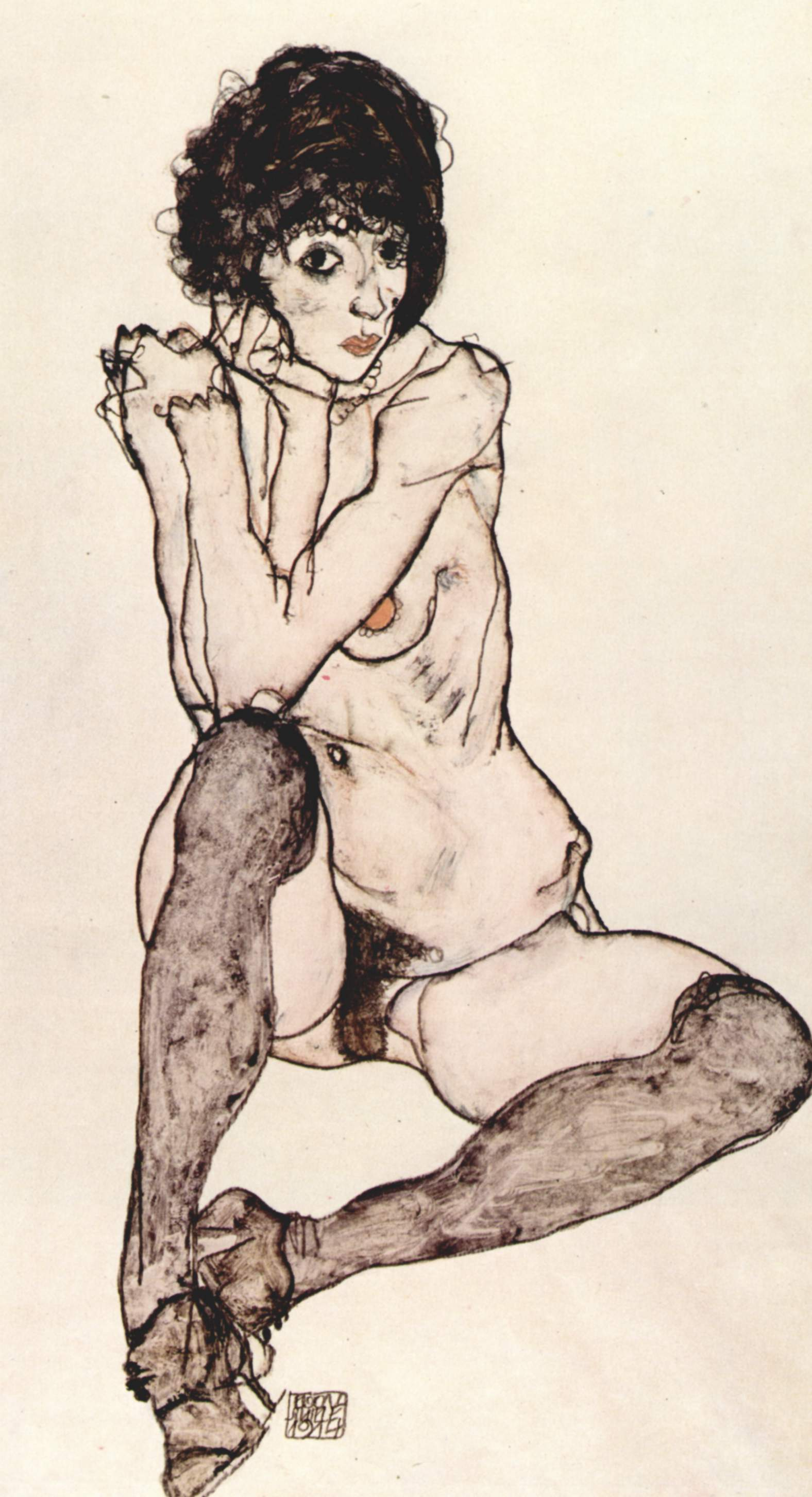
《裸體的女人》，1914

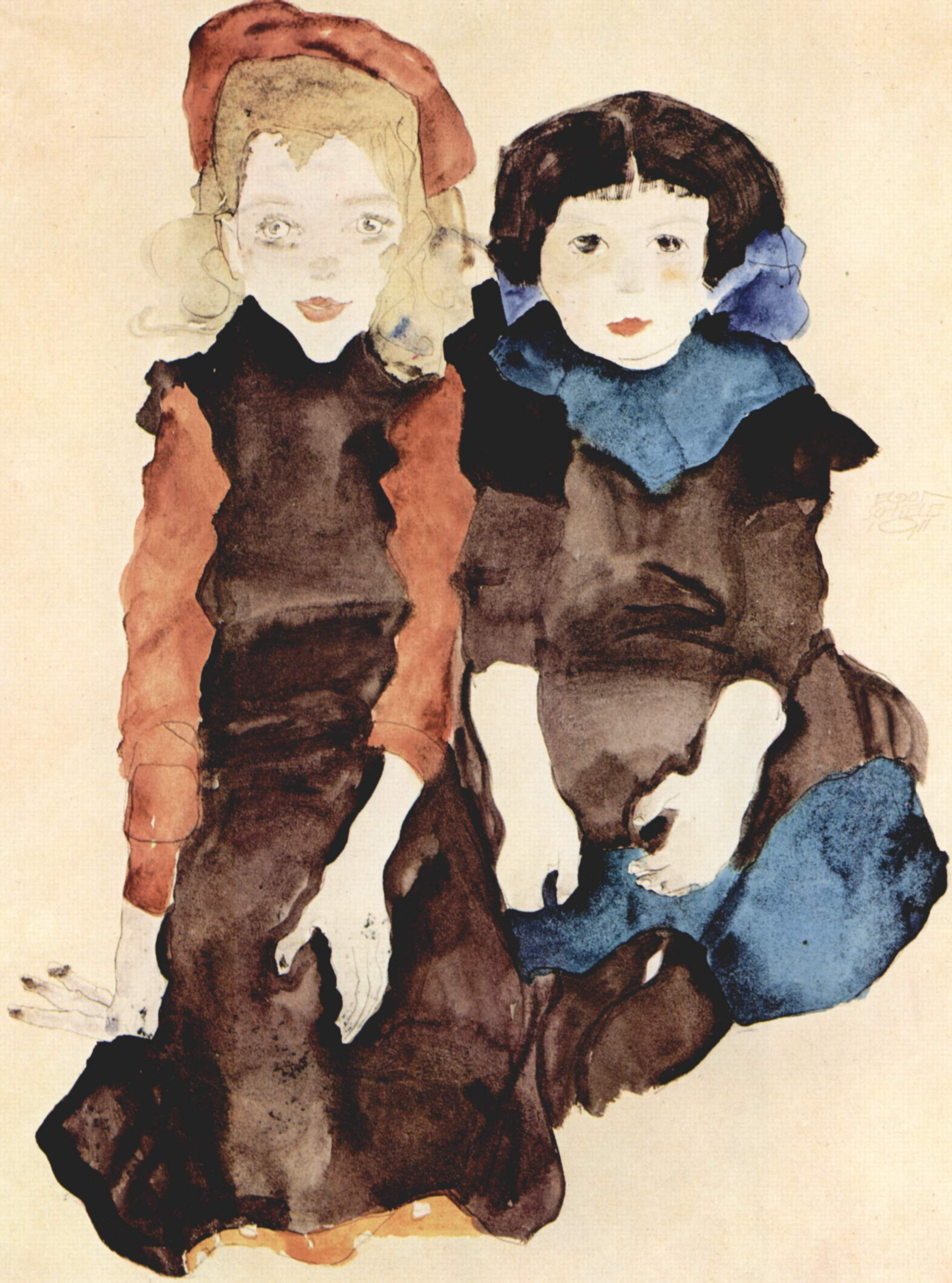
《女孩》，1911

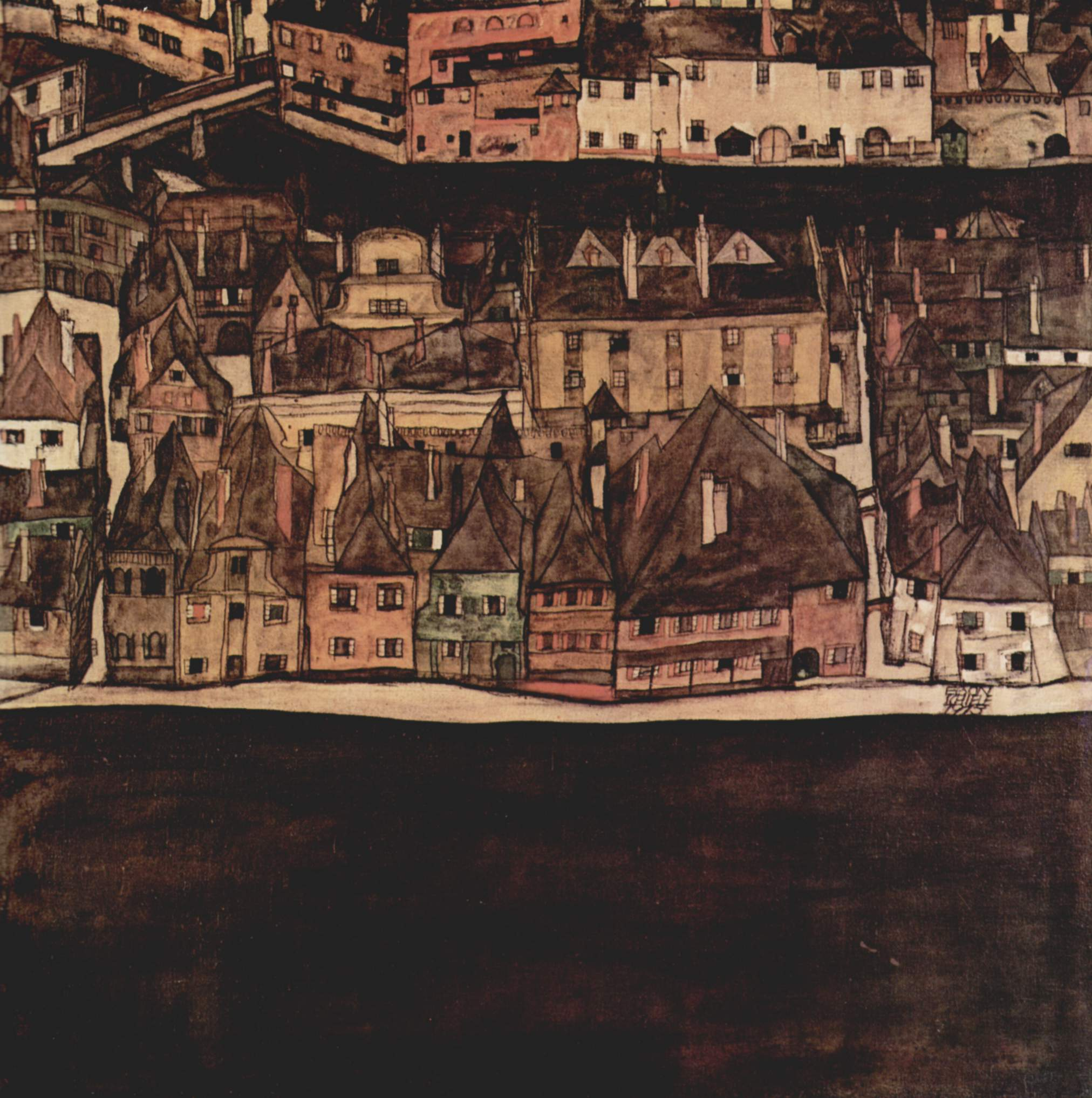
《捷克克魯姆洛夫景觀》，1912-1913

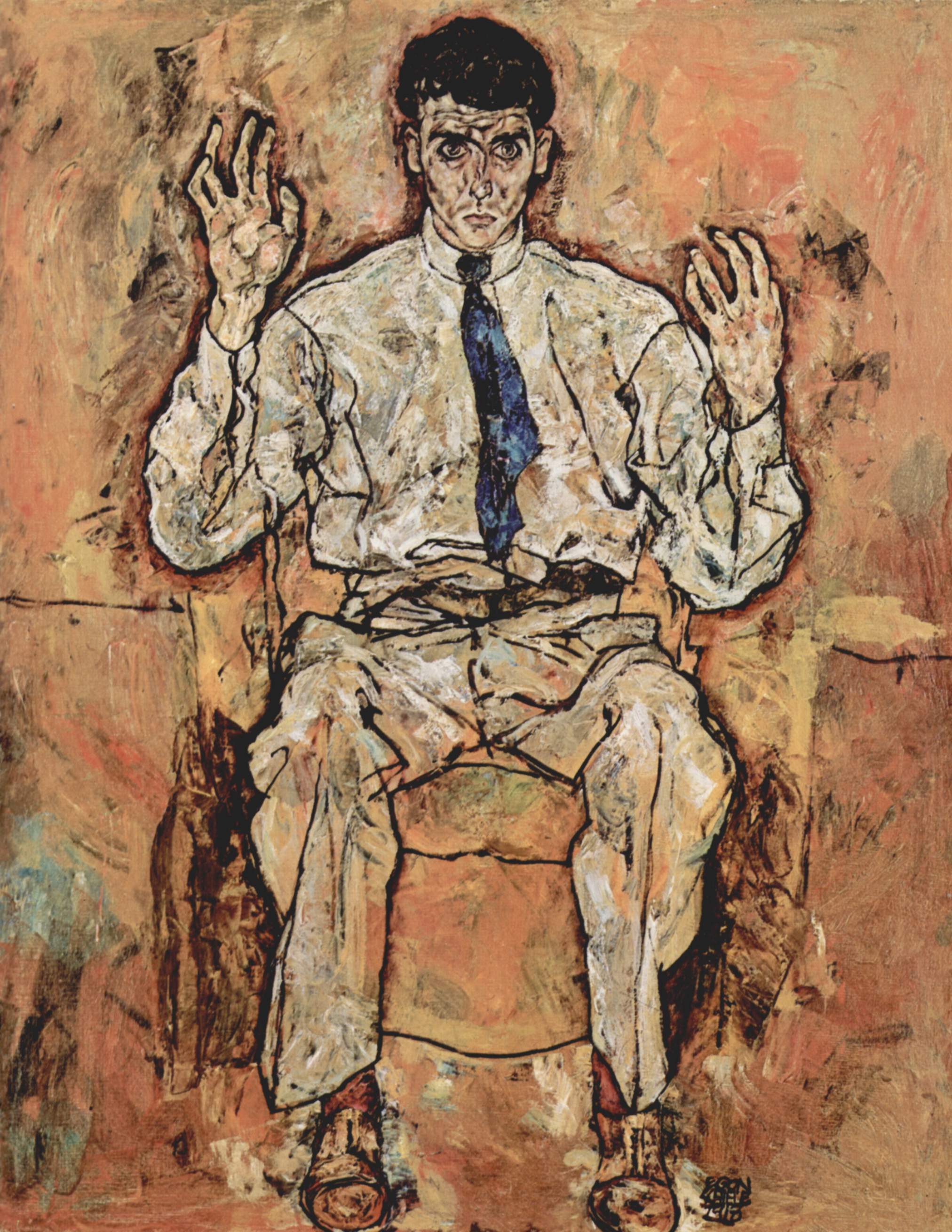
《來自居特斯洛的阿爾伯特·巴黎斯之肖像畫》，1918

克林姆特於1909年在維也納舉辦的「Kunstschau」展覽中曾邀請席勒參展。席勒在那裡看到了愛德華·蒙克、讓·圖洛普與文森特·梵高等人的作品。從保守的學院解放出來後，席勒開始接觸到人體與性慾的題材。同時，許多人注意到席勒的作品中那種不安定的情緒。

### 事端
1911年，席勒與17歲的維拉妮·威利·諾依齊（Valerie Wally Neuzil）相識。維拉妮與席勒在維也納同居，並擔任他某些最知名畫作的模特兒。關於維拉妮的資料很少，但已知她曾是克林姆的模特兒，且很有可能也曾是克林姆的情人。席勒和維拉妮因不滿意維也納狹小的城市環境，曾搬去捷克克魯姆洛夫的小城市居住，也就是席勒母親的家鄉。儘管席勒與當地的關係密切，他和維拉妮還是被當地的居民趕了出來；原因是當地人的生活方式與他們格格不入，尤其是無法容忍席勒雇用數名十幾歲的少女擔任模特兒這點。
他們隨後一起搬到在維也納西邊的小鎮新倫巴赫，並在那邊尋找靈感和便宜的工作坊。席勒不檢點的生活方式激怒了當地居民，他的工作坊還成了當地小流氓聚集的場所；1912年春天，席勒因勾引未成年少女而被逮捕。
警方前往工作坊逮捕席勒的同時，也扣押了一百多張被認為是色情物品的畫作。席勒在開審之前被收押。開庭審理時，席勒誘拐的罪名被判不成立，但由於在幼童可接觸的公共場合展示色情圖象，席勒被判有罪。在法庭上，法官甚至直接以燭火將一幅「令人不愉快」的畫燒毀。在被收押21了天後，席勒被判入獄3天。在獄中席勒繪製了12幅畫，描述被關在監獄牢房中的不適與不快。
1914年，席勒勾撘上居住在工作坊對街的漢斯姐妹－愛迪絲·漢斯（Edith Harms）與艾德蕾·漢斯（Adéle Harms）。姐妹倆出身於一個中產階級的新教家庭，父親是鎖匠。1915年，席勒與較活潑、善社交的愛迪絲訂婚，而一直對席勒忠實的維拉妮則被席勒拋棄。在同年的二月，席勒就曾經在寫給朋友的信件中透漏：「我想要結婚，為了以後的方便，對象可能不是維拉妮」。儘管漢斯家族的反對，席勒與愛迪絲還是在1915年6月17日結婚。這天也是席勒父母的結婚紀念日。

### 戰爭
第一次世界大戰對席勒的生活和作品有重大的影響。婚後第三天，席勒就被陸軍征召。他起先於布拉格服役。在軍中，席勒的長官很尊敬他的藝術才能，因此待他不錯；他從未被派到前線戰鬥，在監獄擔任守衛，看管俄國的戰俘，閒暇之餘還可以繪畫。1917年，他回到維也納，得以專心從事繪畫工作。在此期間他產出大量且成熟的作品，並在1918年時，受邀參加維也納分離派在維也納的第49屆展覽。席勒共有50件作品在主廳展出，他還以《最後的晚餐》為靈感，設計了展覽的海報，並把自己的肖像放在中央，取代耶穌的位置。這次的展覽非常成功，席勒作品的價格大漲，他也接到許多繪製肖像畫的委託。
同年，他在蘇黎世、布拉格和德勒斯登所舉辦的展覽也非常成功。
1918年秋天，西班牙流感傳染到維也納。懷有六個月身孕的愛迪絲在10月28日因流感而過世；三日後，席勒也因流感而身故，得年僅28歲。在這三天之中，席勒畫了許多愛迪絲的素描，這些是他最後的作品。

## 致敬
- 美國後搖滾樂團「Rachel's」在1996年發行名為《Music for Egon Schiele》的專輯，收錄為Stephan Mazurek 1995年的劇場作品《Egon Schiele》所製作的音樂。

- 愛爾蘭另類搖滾樂團The Frames所譜寫的〈Santa Maria〉（收錄於2001年的專輯《For the Birds》），歌詞的靈感來自於Rachel's的專輯與席勒的一生，特別是他與他的妻子因流感而病逝的前一天。

- 法國歌手瑪蓮·法莫於1999年的專輯《Innamoramento》中有一首歌〈Je te rends ton amour〉提到席勒。

- 時尚攝影師理察·阿維東（英语：Richard Avedon）於他討論肖像畫的隨筆《Borrowed Dogs》中寫到席勒。該文於《Performance & Reality: Essays from Grand Street》刊出。

## 外部連結
- "Leopold Museum, Vienna" 維也納利奧波德博物館，有最多席勒作品的收藏。
- "Oesterreichische Galerie, Belvedere" 奧地利維也納奧地利美景宮美術館，收藏席勒最偉大的畫作。
- 在zeno.org上展示的席勒作品
- "Live Flesh" （页面存档备份，存于） 亞瑟·丹托（英语：Arthur Danto）在雜誌The Nation上對席勒的介紹。
- 紐約新藝廊
- EGON SCHIELE ART CENTRUM 捷克 契斯基庫倫洛夫 席勒藝術中心，除了席勒也展示當代藝術家作品。